# Larry 2: W poszukiwaniu miłości
Larry 2: W poszukiwaniu miłości (ang. Leisure Suit Larry Goes Looking for Love (in Several Wrong Places)) – gra przygodowa z elementami erotyki, wydana w 1988 przez Sierra Entertainment. Jest to kontynuacja gry Larry 1: W krainie próżności.

## Fabuła
Gra rozpoczyna się gdy Larry rozstaje się z Eve, bohaterką z pierwszej części. Larry za ostatnie pieniądze kupuje los na loterii i wygrywa główną nagrodę.

## Rozgrywka
Larry 2 to druga część z serii gier o przygodach Larry'ego Laffera. Podobnie jak w poprzedniej grze, gracz steruje bohaterem za pomocą kontrolera, a konkretne polecenia wydaje wpisując komendy.